# Климов Лог
Климов Лог (бел. Клімаў Лог) — деревня в Червенском районе Минской области Беларуси. Входит в состав Ляденского сельсовета.

## Географическое положение
Расположена в 17 километрах к юго-востоку от Червеня, в 79 км от Минска, в 12 км от железнодорожной станции Гродзянка на линии Гродзянка—Верейцы. В 260 метрах на юго-запад от южной окраины деревни расположен исток реки Ганутка.

## История
Согласно Переписи населения Российской империи 1897 года, застенок Климов Лог входил в состав Якшицкой волости Игуменского уезда Минской губернии, здесь было 3 двора, где проживали 23 человека. На начало XX века застенок Лог-Климов насчитывал 4 двора и 20 жителей. На 1917 год деревня, здесь было 8 дворов, 58 жителей. 20 августа 1924 года вошла в состав вновь образованного Горецкого сельсовета Червенского района Минского округа (с 20 февраля 1938 — Минской области). Согласно переписи населения СССР 1926 года насчитывалось 10 дворов, проживали 72 человека. Во время Великой Отечественной войны деревня была оккупирована немецко-фашистскими захватчиками в июле 1941 года. С фронта не вернулись 9 её жителей. Освобождена в начале июля 1944 года. В 1950-е годы в деревне была семилетняя школа. 16 июля 1954 года в связи с упразднением Горковского сельсовета деревня передана в Ляденский сельсовет. На 1960 год упоминается под названием Климов Луг, здесь насчитывалось 117 жителей. В 1980-е годы деревня относилась к совхозу «Горки». На 1997 год здесь было 10 домов и 18 жителей. На 2013 год 3 круглогодично жилых дома, 3 постоянных жителя.

## Население
- 1897 — 3 двора, 23 жителя
- начало XX века — 4 двора, 20 жителей
- 1917 — 8 дворов, 58 жителей
- 1926 — 10 дворов, 72 жителя
- 1960—117 жителей
- 1997 — 10 дворов, 18 жителя
- 2013 — 3 двора, 3 жителя

## Известные уроженцы
- Токарева, Валентина Евгеньевна — белорусский архитектор.